# Ivo Xavier Fernandes
Ivo Xavier Fernandes (Funchal, 3 de dezembro de 1884 — Lisboa, 27 de dezembro de 1966) foi um filólogo, jornalista e professor português.

## Biografia
Nascido no Funchal, obteve o seu doutoramento em filosofia e letras na Universidade Livre de Bruxelas e foi colaborador dos periódicos lusófonos Revista de Língua Portuguesa, publicada no Rio de Janeiro, Brasil em 1921, da Revista de Filologia Portuguesa, publicada em São Paulo, no Brasil em 1925, e da Revista de Portugal, publicada em Lisboa em 1948.
A sua obra Questões de Língua Pátria: Coisas que as Gramáticas Não Dizem e Outras Contra o que Elas Dizem, foi publicada em dois volumes por Álvaro Pinto no Rio de Janeiro em 1923, e pela Revista Ocidente na Editorial Império em Lisboa entre 1947 e 1950. Foi o autor do livro Apontamentos de História da Arte, publicado pela Companhia Portuguesa Editora no Porto em 1930, e também das obras Estudos de Linguística e Topónimos e Gentílicos, publicadas no Porto pela Editora Educação Nacional entre 1939 e 1941.

## Obras
- Questões de Língua Pátria: Coisas que as Gramáticas Não Dizem e Outras Contra o que Elas Dizem (1923)
- Apontamentos de História da Arte (1930)
- Estudos de Linguística (1939)
- Topónimos e Gentílicos (1941)[4]